# Травяной чай

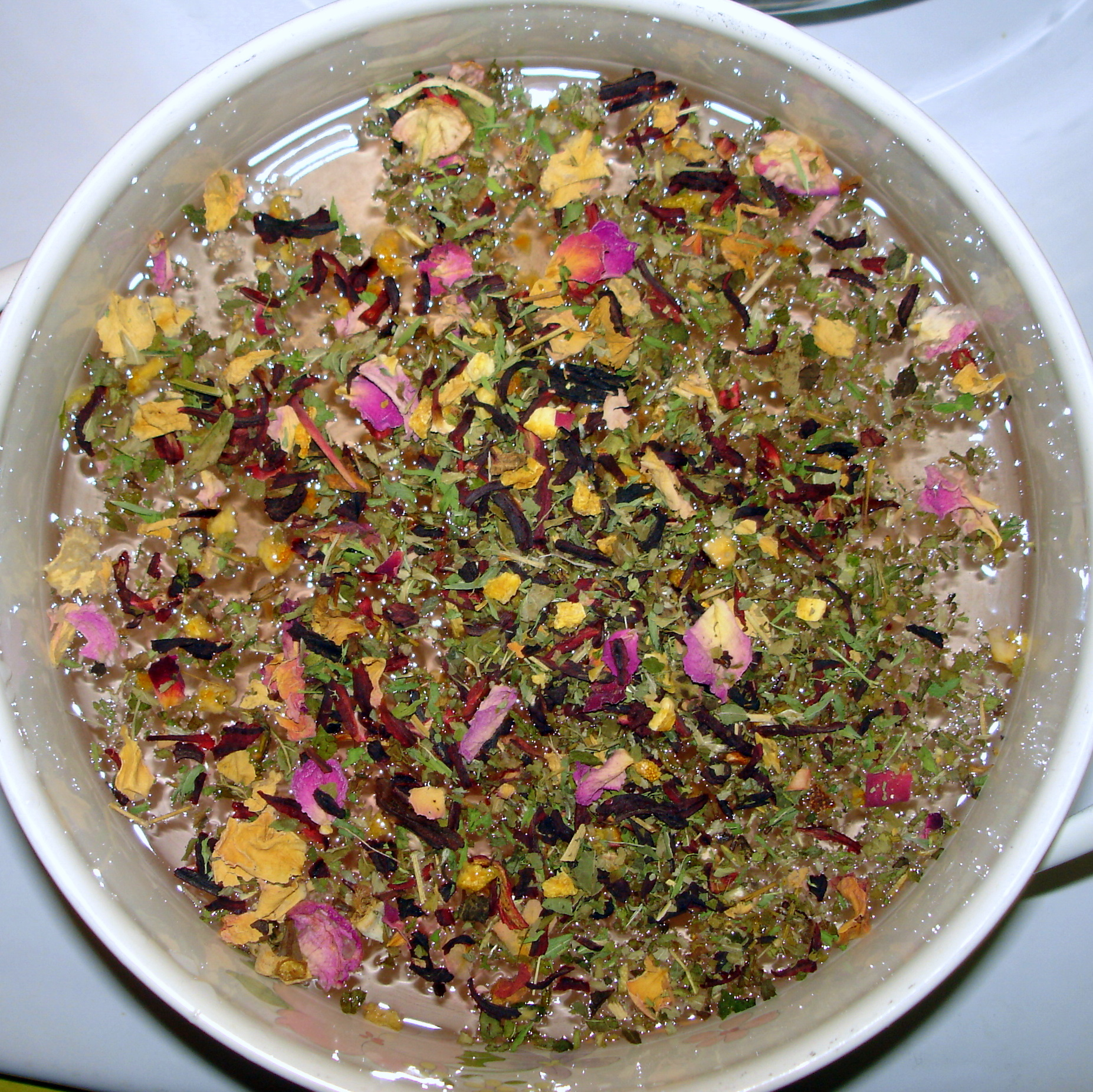
Сборный травяной чай из гибискуса, плодов шиповника, апельсиновой цедры, зеленого чая и листьев малины в процессе заваривания

Травяной, или цветочный чай, или фиточай, или тизан — напиток, получаемый при заваривании кипятком плодов, цветков, стеблей или корней  растений, не содержащих   кофеина. 
Многие травяные чаи без достаточных доказательств их эффективности используются в целях фитотерапии, при этом содержат токсичные вещества, а также могут быть загрязнены пестицидами и тяжелыми металлами.
В Российской империи серьёзную конкуренцию обычному («кяхтинскому») чаю составлял недорогой отечественный
чай из кипрея (копорский, иван-чай). Недобросовестные торговцы иногда выдавали его за китайский, что было запрещено законодательно.
От классического травяного чая следует отличать чай для похудения, где с обычным зелёным чаем смешаны различные травяные добавки. Такой чай, как правило, обладает заметным мочегонным или слабительным эффектом.

## Виды чая
Травяной чай пьют как горячим, так и охлаждённым, как правило, в лечебных целях. Оздоровительный эффект зависит от состава чая:
- Чай из чашечек цветков гибискуса (каркаде, «красный чай») — витаминный, предположительно понижает давление[8], укрепляет стенки кровеносных сосудов[9]
- Травяные чаи (из душицы обыкновенной[10], зверобоя продырявленного[11]).
- Чай из листьев (ферментированных и не ферментированных) смородины чёрной (смородиновый чай), малины обыкновенной[12].
- Чай[нет в источнике] с женьшенем — тонизирующий и общеукрепляющий; «повышает иммунологические свойства организма»[13]
- Чай[нет в источнике] из календулы — антисептическое[14], закрепляющее[15]
- Чай из цветов липы — потогонное, жаропонижающее[15]
- Чай из малины — потогонное, вяжущее, противовоспалительное[15]
- Чай[нет в источнике] из мяты — ветрогонное, желчегонное[16]
- Чай[нет в источнике] из пустырника — успокоительное, снижает частоту сердечных сокращений[17]
- Чай из ройбуша или ханибуша — в традиционной (народной) медицине -  витаминное[уточнить], тонизирующее[источник не указан 3506 дней][18] (без кофеина[19]), особенно популярен в ЮАР[20][21]
- Чай из ромашки — успокоительное, снимает спазмы желудка и кишечника[22]
- Чай из черники — вяжущее, витаминное, закрепляющее[23]
- Чай из артишока выпускается во Вьетнаме в форме вытяжки либо пакетированный из высушенных частей соцветия, иногда с добавкой стевии в качестве подсластителя.
- Гречишный чай[англ.] — чай из плодов гречихи татарской, распространён в Корее и других странах Восточной Азии[24].

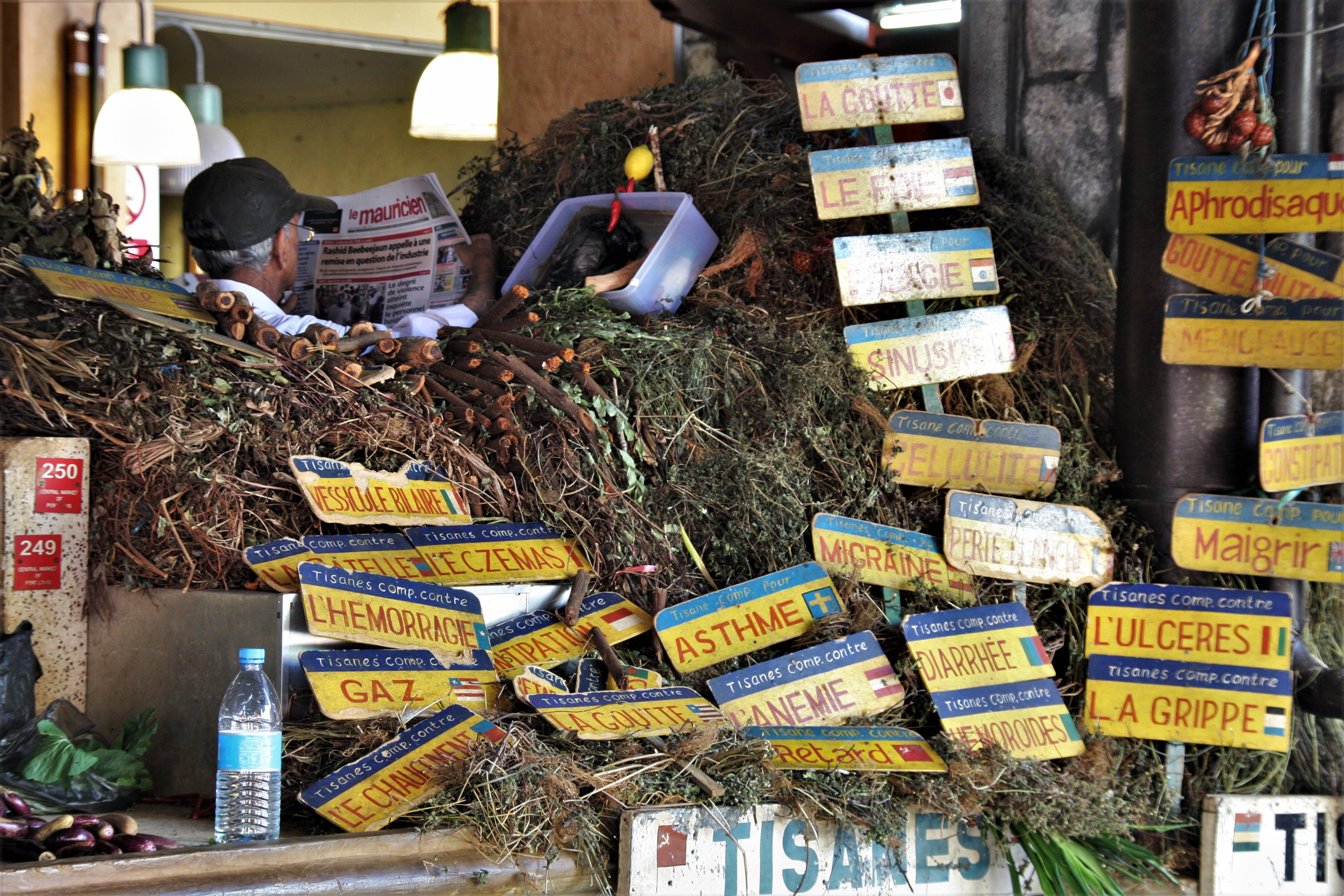
Торговля травяными чаями на острове Маврикий. На табличках указаны болезни, от которых предназначен тот или иной сбор.
Процесс заваривания чая из цветов лотоса[англ.]
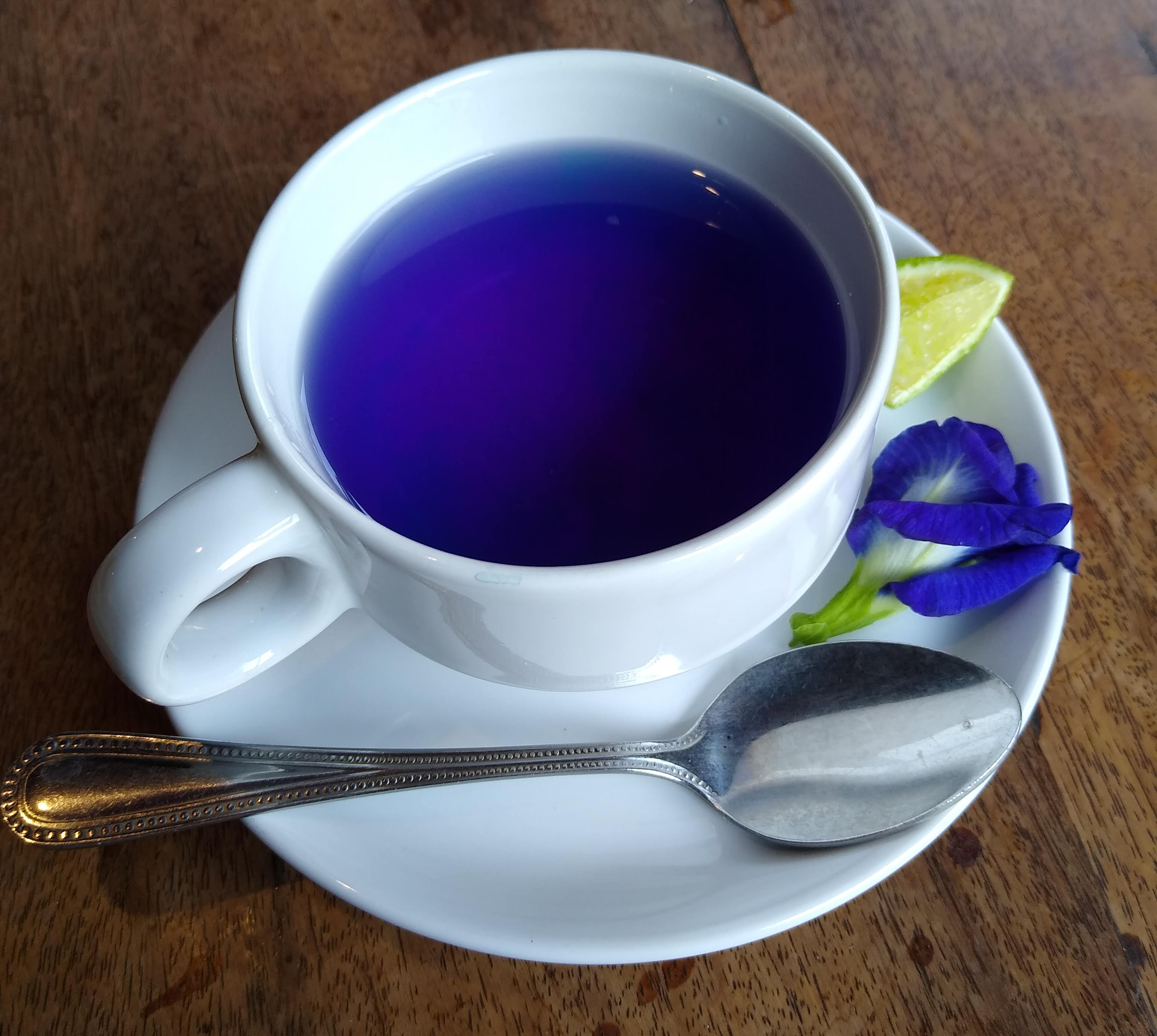
Чашка с заваренным синим чаем из цветков клитории тройчатой
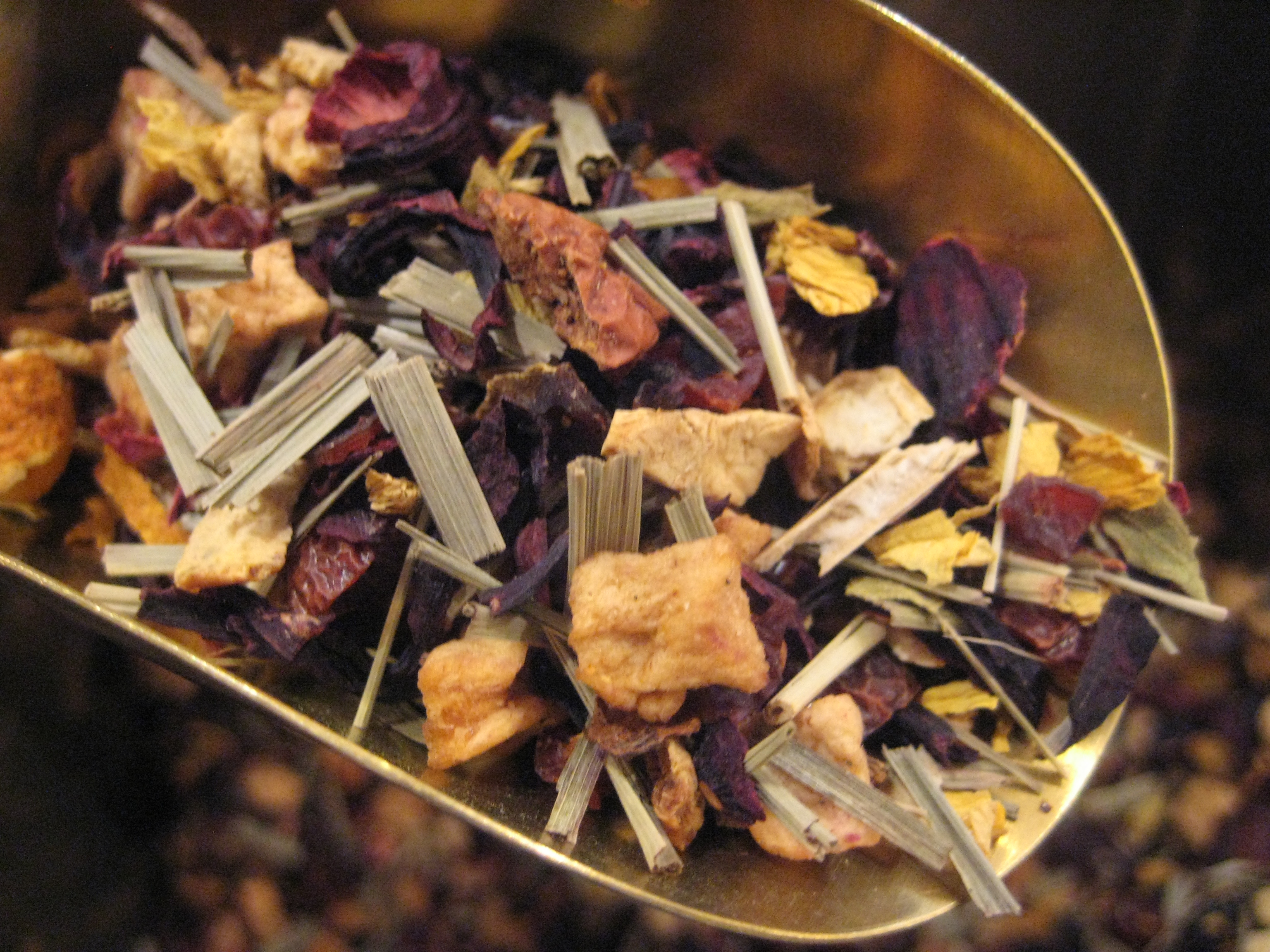
Травяной чай с кусочками сухофруктов
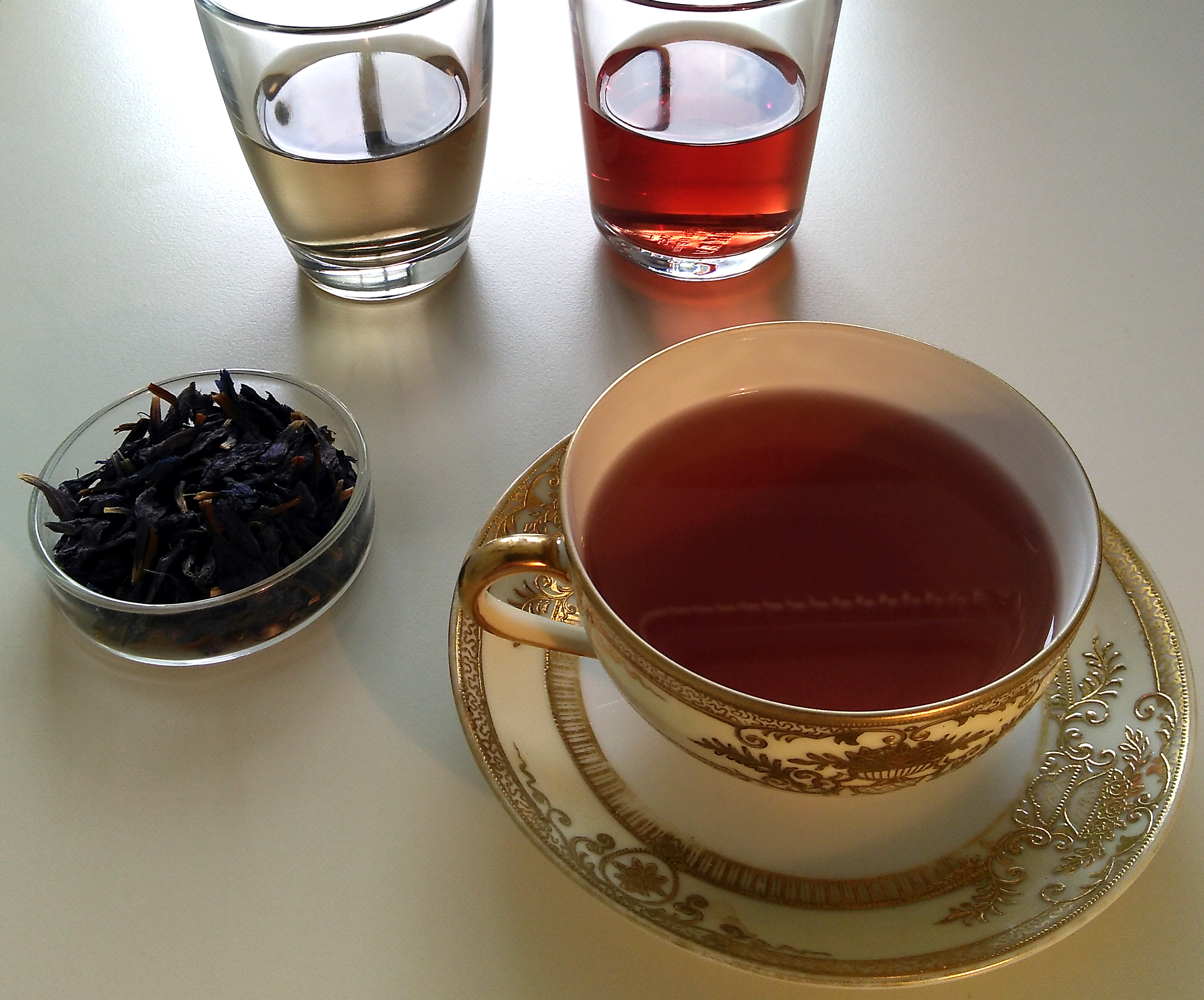
Чай из сушёных цветов синяка приятного (огуречника персидского)[англ.] при подкислении лимонным соком приобретает красный цвет